# Péchés de vieillesse

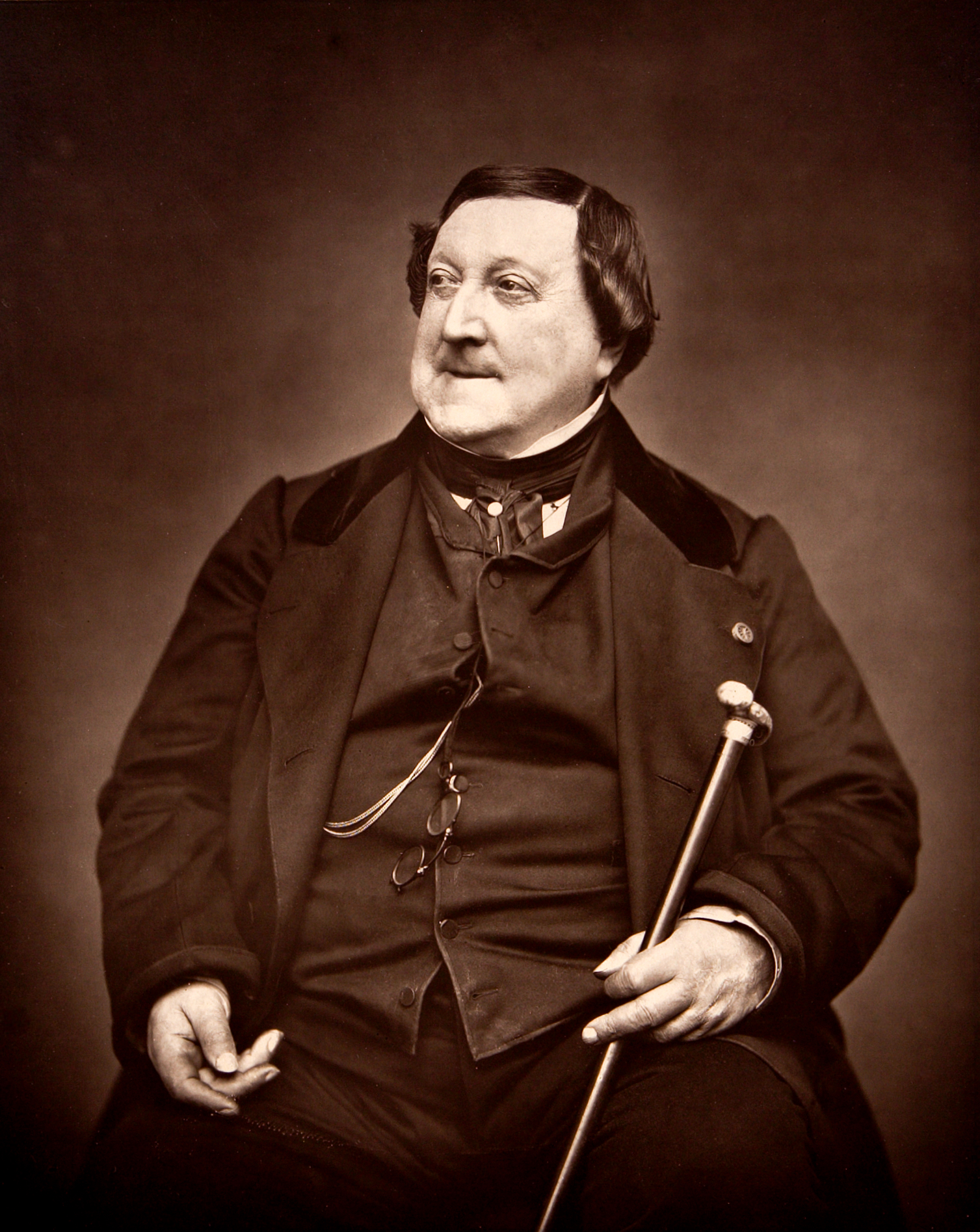
Gioachino Rossini en 1865.

Péchés de vieillesse (en español, Pecados de vejez) es una colección de 150 piezas vocales, para piano solo y de cámara del compositor Gioachino Rossini. Las piezas se agrupan en catorce volúmenes inéditos bajo este título autocrítico e irónico. El orden de las piezas en los álbumes no refleja la secuencia ni las fechas de su composición, que van desde 1857 hasta poco antes de la muerte de Rossini en 1868. Rossini sólo le puso el título Péchés de vieillesse a los volúmenes V a IX pero ha sido aplicado a todos ellos. La colección es música de salón, aunque de un orden refinado, destinada a ser interpretada en la privacidad del salón de Rossini en Passy.
Tras la muerte del compositor en 1868, su viuda, Olympe Pélissier, vendió la colección completa, que luego fue subastada en Londres, en 1878. Entre los compradores se encontraba la Société anonyme de publications périodique de París, que vendió los derechos de publicación a la firma Heugel. La edición la preparó Auguste Vaucorbeil, director de la Ópera de París, quien reordenó las piezas y les dio nuevos títulos pintorescos, ya que los títulos a menudo absurdos de Rossini, que ansiaban los de Erik Satie, se consideraron inadecuados.
Las ediciones críticas de todos los álbumes se encuentran en proceso de publicación por la Fondazione Rossini de Pésaro, que conserva los manuscritos autógrafos originales; son distribuidos por Ricordi de Milán. Las nuevas ediciones restauran la notación musical expresivamente precisa de Rossini y ofrecen versiones alternativas inéditas de algunos Péchés.

## Volúmenes
Los volúmenes I, II, III y XI son música vocal con acompañamiento de piano. Los volúmenes IV, V, VI, VII, VIII, X y XII son música para piano solo. El volumen IX es para conjunto de cámara o piano solo. Los volúmenes XIII y XIV comprenden música vocal y no vocal.
- Volumen I Album italiano
- Volumen II Album français
- Volumen III Morceaux réservés
- Volumen IV Quatre hors d’œuvres et quatre mendiants
- Volumen V Album pour les enfants adolescents
- Volumen VI Album pour les enfants dégourdis
- Volumen VII Album de chaumière
- Volumen VIII Album de château
- Volumen IX Album pour piano, violon, violoncello, harmonium et cor
- Volumen X Miscellanée pour piano
- Volumen XI Miscellanée de musique vocale
- Volumen XII Quelques riens pour album
- Volumen XIII Musique anodine (1857). Regalo a su mujer Olympe en agradecimiento por sus cuidados durante su larga e intermitente enfermedad.
- Volumen XIV Altri Péchés de vieillesse

## Arreglos
En 1918, Ottorino Respighi orquestó varias de las piezas para piano del ballet La boutique fantasque. En 1925, arregló algunas piezas para piano más, del Vol. XII (Quelques riens), como la suite orquestal Rossiniana. Benjamin Britten también utilizó algunos de los temas de Rossini en sus suites Soirées musicales, op. 9, (1936) y Matinées musicales, op. 24 (1941).

## Grabaciones
De 2008 a 2018, Naxos Records lanzó 11 álbumes con Péchés de vieillesse interpretados por el pianista Alessandro Marangoni.